# Théâtre de Sartrouville et des Yvelines
Le Théâtre de Sartrouville et des Yvelines est un centre dramatique national situé à Sartrouville dans les Yvelines. Patrice Chéreau s'y fait connaître dans les années 1960 par ses créations théâtrales, dans une salle des fêtes enchâssée dans des blocs d'immeubles modernes et mise à sa disposition par la municipalité, avant qu'un bâtiment plus adapté au centre dramatique ne soit construit en 1986.

## Historique
En 1966, le Théâtre de Sartrouville est dirigé par Claude Sévenier qui invite Patrice Chéreau et Jean-Pierre Vincent, à venir s’installer dans la salle des fêtes de Sartrouville, devenu l'Espace Gérard-Philipe. 
Patrice Chéreau a 22 ans dans la France d'avant-Mai 68, il prend la direction du théâtre. Comme la plupart de ses compagnons, il s'engage dans un théâtre politique où il affiche des positions de gauche affirmées. En 1965, il met en scène L'Héritier de village de Marivaux, puis l'année suivante une pièce d'Eugène Labiche : L'Affaire de la rue de Lourcine, ainsi qu'un Don Juan, dans des décors conçus et réalisés par Patrice Chéreau et Richard Peduzzi. Patrice Chéreau assure également la mise en scène des Soldats de Jakob Michael Reinhold Lenz en 1967. Une pièce de Marivaux, L'Héritier de village, est également présentée. Suivent la saison suivante deux pièces chinoises d'un auteur du XIIIe siècle, Kuan Han-ching. En 1969, la faillite du théâtre pousse Patrice Chéreau vers l'Italie, où il intègre le Piccolo Teatro,.  
En 1969, après le départ de Patrice Chéreau, Catherine Dasté et sa compagnie La Pomme verte s’installent à Sartrouville jusqu'en 1980. Françoise Pillet lui succède jusqu'en 1988. En 1986, un nouveau théâtre conçu par les architectes Valentin Fabre, Jean Perrottet et Alberto Cattani est inauguré. La salle comporte 850 places et le théâtre dispose d'une salle de répétition. L’Espace Gérard-Philipe devient le lieu d’accueil de la programmation municipale.
En 1989, Claude Sévenier prend la direction de Heyoka, centre dramatique pour l’enfance et la jeunesse. Le Théâtre de Sartrouville réunit en un même lieu :
- une scène nationale,
- un collectif d’artistes associés,
- un centre dramatique national pour l’enfance et la jeunesse, Heyoka.

Stanislas Nordey, Olivier Py, Nicolas Lormeau, Arlette Bonnard, Marcel Bozonnet font le pari de la création pour les enfants. Angélique Ionatos, compositeur et interprète, et Joël Jouanneau deviennent artistes associés.
En 1997, Odyssées 78, biennale de création théâtrale pour la jeunesse, est créée en partenariat avec le Conseil général des Yvelines. Cécile Garcia-Fogel est artiste associée en 1998.
En 2001, la scène nationale de Sartrouville et Heyoka, le centre dramatique pour l’enfance et la jeunesse fusionnent. Le Théâtre de Sartrouville devient centre dramatique national, codirigé par Claude Sévenier et Joël Jouanneau. Le 1er janvier 2004, Laurent Fréchuret est nommé aux côtés de Claude Sévenier, et à partir de 2006, il dirige seul le Théâtre de Sartrouville. En 2008-2009, la manifestation Odyssées 78 devient Odyssées en Yvelines et le centre dramatique national (CDN) devient Théâtre de Sartrouville et des Yvelines.
Depuis le 1er janvier 2013, Sylvain Maurice est directeur du CDN. En janvier 2023,  Abdelwaheb Sefsaf lui succède.
Une extension au Théâtre, comprenant une petite salle de 250 places et un lieu de répétition ouvre en janvier 2014.

## Directions
- 1966 - 2001 : Claude Sévenier
- 2001 - 2004 : Claude Sévenier et Joël Jouanneau
- 2004 - 2006 : Laurent Fréchuret et Claude Sévenier
- 2006 - 2013 : Laurent Fréchuret
- 2012 - 2023 : Sylvain Maurice
- Depuis 2023 : Abdelwaheb Sefsaf

## Accès
Le Théâtre de Sartrouville et des Yvelines-CDN (810 places et 248 places) est localisé Place Jacques Brel sur le Plateau de Sartrouville.